# Колпаковский сельсовет
Колпако́вский сельсовет — муниципальное образование со статусом сельского поселения в Курчатовском районе Курской области Российской Федерации.
Административный центр — деревня Новосергеевка.

## История
Статус и границы сельсовета установлены Законом Курской области от 21 октября 2004 года № 48-ЗКО «О муниципальных образованиях Курской области».
Законом Курской области от 26 апреля 2010 года № 26-ЗКО в состав сельсовета включены населённые пункты упразднённого Никольского сельсовета.

## Население
| 2002 | 2010 | 2012 | 2013 | 2014 | 2015 | 2016 |
| ---- | ---- | ---- | ---- | ---- | ---- | ---- |
| 670  | ↗942 | ↘902 | ↗906 | ↗915 | ↘907 | ↗911 |
| 2017 | 2018 | 2019 | 2020 | 2021 |      |      |
| ↘888 | ↘880 | ↘837 | ↘809 | ↘805 |      |      |

## Состав сельского поселения
| №  | Населённый пункт | Тип населённого пункта          | Население |
| -- | ---------------- | ------------------------------- | --------- |
| 1  | Аннино-Гусиновка | деревня                         | ↘52       |
| 2  | Бородино         | деревня                         | ↘46       |
| 3  | Колпаково        | село                            | ↘92       |
| 4  | Никольский       | посёлок                         | ↘287      |
| 5  | Новосергеевка    | деревня, административный центр | ↘263      |
| 6  | Новосергеевка    | деревня                         | ↘40       |
| 7  | Павловка         | деревня                         | ↘27       |
| 8  | Рязаново         | деревня                         | ↘71       |
| 9  | Солдатское       | деревня                         | ↘11       |
| 10 | Сопеловка        | деревня                         | ↘53       |